# Сандра Кіріасіс
Сандра Кіріасіс (нім. Sandra Kiriasis, 4 січня 1975, Дрезден, НДР) — німецька бобслеїстка, пілот боба. Кар'єру в бобслеї розпочала 2000 року. Чотири рази брала участь у зимових Олімпійських іграх у 2002, 2006, 2010 та 2014 роках. Олімпійська чемпіонка 2006 року, срібна призерка Олімпійських ігор 2002 року, семиразова чемпіонка світу, шестикратна чемпіонка Європи.